# Ofatumumab
Ofatumumab  (INN: Ofatumumab, HuMax-CD20, Arzerra, ATC L01X C010) —  lek biologiczny używany do leczenia pacjentów z przewlekłą białaczką limfatyczną oraz stwardnienieniem rozsianym.
Ofatumumab jest ludzkim przeciwciałem monoklonalnym, wytwarzanym w rekombinowanej mysiej linii komórkowej (NS0).
Lek został dopuszczony do obrotu zgodnie z procedurą dopuszczenia warunkowego. Oznacza to, że oczekiwane są dalsze dowody świadczące o korzyści ze stosowania produktu leczniczego. Europejska Agencja Leków (EMA) dokona każdego roku przeglądu nowych informacji o produkcie i, w razie konieczności, nastąpi aktualizacja Charakterystyki Produktu Leczniczego.

## Wskazania
Wskazany jest w leczeniu pacjentów z przewlekłą białaczką limfocytową (PBL) oporną na leczenie fludarabiną i alemtuzumabem. Pozytywne wyniki przynoszą badania nad skutecznością leku w leczeniu rzutowo-remisyjnej postaci stwardnienia rozsianego.

## Mechanizm działania
Ofatumumab jest ludzkim przeciwciałem monoklonalnym (IgG1), które wiąże się specyficznie z
określonym epitopem, obejmującym zarówno małą jak i dużą pętlę zewnątrzkomórkową antygenu
CD20. Antygen CD20 jest przezbłonową fosfoproteiną występującą na powierzchni komórek linii
limfocytów B, od komórek pre-B do stadium dojrzałych limfocytów B, oraz na powierzchni komórek
guzów wywodzących się z komórek B. Do guzów wywodzących się z komórek B należą przewlekła białaczka limfocytowa (w przypadku której obserwuje się mniejszą ekspresję CD20) oraz chłoniaki nieziarnicze (z dużą ekspresją CD20 występującą w przypadku > 90% guzów). Antygen CD20 nie jest uwalniany z powierzchni komórki ani przemieszczany do wnętrza komórki po związaniu z przeciwciałem. Wiązanie ofatumumabu z epitopem w bliższej w stosunku do błony komórkowej części antygenu CD20 indukuje rekrutację i aktywację układu dopełniacza na powierzchni komórki, co prowadzi do cytotoksyczności zależnej od układu dopełniacza i w rezultacie do lizy komórek guza. Wykazano, że ofatumumab indukuje znaczną lizę komórek z dużą ekspresją cząsteczek hamujących układ dopełniacza. Wykazano również, że ofatumumab indukuje lizę komórek zarówno w przypadku
komórek o małej jak i dużej ekspresji CD20 oraz komórek opornych na rytuksymab. Ponadto wiązanie ofatumumabu umożliwia rekrutację naturalnych komórek cytotoksycznych (komórek NK) i tym samym indukcję śmierci komórki poprzez mechanizm cytotoksyczności komórkowej zależnej od przeciwciał.

## Właściwości farmakokinetyczne

### Wchłanianie
Maksymalne stężenia ofatumumabu w surowicy obserwowano zazwyczaj podczas wlewu lub krótko po jego zakończeniu.

### Dystrybucja
Ofatumumab ma małą objętość dystrybucji. Średnie wartości Vss stwierdzone w różnych badaniach, po zastosowaniu różnych dawek i różnej liczby wlewów, wynosiły od 1,7 do 5,1l.

### Biotransformacja
Ofatumumab jest białkiem, w przypadku którego można spodziewać się metabolizmu polegającego na rozpadzie do małych peptydów i poszczególnych aminokwasów pod wpływem wszechobecnych enzymów proteolitycznych. Nie przeprowadzono klasycznych badań biotransformacji.

### Eliminacja
Ofatumumab jest eliminowany na dwa sposoby: poprzez mechanizm niezależny od miejsca docelowego, podobnie do innych cząsteczek IgG, oraz mechanizm, w którym pośredniczy miejsce docelowe, wynikający z wiązania z komórkami B. Po pierwszym wlewie ofatumumabu następuje szybkie i ciągłe zmniejszenie liczby komórek B CD20+. W jego wyniku w organizmie pozostaje ograniczona liczba komórek CD20+, z którymi podczas kolejnych wlewów mogłyby wiązać się przeciwciała. W wyniku tego po kolejnych infuzjach wartości klirensu ofatumumabu były mniejsze, a wartości t½ znacznie większe niż po pierwszej infuzji. Podczas kolejnych cotygodniowych infuzji, wartości AUC i Cmax ofatumumabu zwiększyły się bardziej niż można się było spodziewać na podstawie danych z pierwszego wlewu.

## Bezpieczeństwo stosowania
Bezpieczeństwo stosowania ofatumumabu u pacjentów z nawrotem przewlekłej białaczki
limfocytowej lub chorobą oporną na leczenie zostało poddane ocenie w dwóch badaniach otwartych. Do badania Hx-CD20-406, włączono 154 pacjentów, którym podano początkową dawkę 300 mg, a następnie 7 wlewów w dawce 2000 mg w odstępach tygodniowych. Po 5 tygodniach przerwy pacjentom podano 4 wlewy po 2000 mg w odstępach miesięcznych. Drugie badanie (Hx-CD20-402) było badaniem mającym na celu ustalenie optymalnej dawki produktu. Pacjentom podzielonym na 3 kohorty (3 pacjentów, 3 pacjentów, 27 pacjentów) podano dawkę początkową 100 mg, 300 mg lub 500 mg, a następnie, tydzień później, 3 kolejne wlewy w odstępach tygodniowych, zawierające odpowiednio 500 mg, 1000 mg lub 2000 mg ofatumumabu. Opisane działania niepożądane pochodzą z ostatecznych danych z badania mającego na celu ustalenie optymalnej dawki produktu oraz z planowanej analizy wykonanej w trakcie badania Hx-CD20-406.

### Częste i bardzo częste działania niepożądane
| - zapalenie płuc - posocznica neutropeniczna - wstrząs septyczny - zakażenie wirusem opryszczki - zakażenie układu moczowego - neutropenia - niedokrwistość - gorączka neutropeniczna - małopłytkowość - leukopenia | - tachykardia - niedociśnienie - nadciśnienie - skurcz oskrzeli - hipoksja - duszność - dyskomfort w klatce piersiowej - ból gardła i krtani - kaszel - zatkanie nosa | - niedrożność jelita cienkiego - biegunka - nudności - wysypka - pokrzywka - świąd - ból pleców - zespół uwolnienia cytokin - gorączka - dreszcze - nadmierne pocenie się - zmęczenie |